# آن ملكة رومانيا
آن ملكة رومانيا (بالرومانية: Ana de Bourbon-Parma)‏ (18 سبتمبر 1923 - 1 أغسطس 2016) كانت زوجة ملك رومانيا السابق ميخائيل ملك رومانيا.

## وفاتها
توفيت آن ملكة رومانيا سابقاً يوم 1 أغسطس 2016 عن 92 عاماً في مستشفى في مدينة مورج السويسرية على ضفاف بحيرة ليمان.

## روابط خارجية
- آن ملكة رومانيا على موقع مونزينجر (الألمانية)